# Albericus siegfriedi
Albericus siegfriedi és una espècie de granota que viu a Papua Nova Guinea.